# 400308 Antonkutter
400308 Antonkutter è un asteroide della fascia principale. Scoperto nel 2007, presenta un'orbita caratterizzata da un semiasse maggiore pari a 2,5483829 UA e da un'eccentricità di 0,1157373, inclinata di 6,21932° rispetto all'eclittica.
L'asteroide è dedicato al regista e astrofilo tedesco Anton Kutter. 